# Nils Quaschner
Nils Quaschner (* 22. April 1994 in Stralsund) ist ein ehemaliger deutscher Fußballspieler, der als beidfüßiger Offensivspieler sowohl im Angriff als auch im Mittelfeld einsetzbar ist. Er stand bis Sommer 2020 bei Arminia Bielefeld unter Vertrag.

## Karriere

### Kindheit in Mecklenburg-Vorpommern
Seine fußballerische Laufbahn begann Quaschner ab seinem vierten Lebensjahr in seiner Geburtsstadt, in der er einige Jahre für die Jugendmannschaften des FC Pommern Stralsund spielte. 2007 wurde Hansa Rostock auf den mittlerweile 13-jährigen Quaschner aufmerksam und lud ihn zu einem Probetraining ein, in dessen Folge er nach Rostock wechselte.
Für Hansa spielte Quaschner zunächst in der zweiten C-Jugend-Mannschaft (auch U14 genannt), welche 2007/08 in der C-Jugend-Landesliga Mecklenburg-Vorpommern antrat, die in dieser Altersklasse die höchste Spielklasse darstellte. Noch während der Saison kam Quaschner allerdings auch für Rostocks erste C-Jugend-Mannschaft (U15) zum Einsatz, die am Spielbetrieb des nächsthöheren Jahrgangs und somit an der hinter U-17-Bundesliga und U-17-Regionalliga drittklassigen B-Jugend-Landesliga teilnahm. Mit Beginn der Spielzeit 2008/09 gehörte Quaschner dann auch altersgemäß der Rostocker U15 an; ab November 2008 spielte er allerdings bereits für die von Roland Kroos betreute B-Jugend in der U-17-Bundesliga. Im Ligabetrieb avancierte Quaschner daraufhin mit sechs Toren in 13 Einsätzen während der Spielzeit 2008/09 zum Leistungsträger seiner Mannschaft und trug somit zum fünften Platz der Abschlusstabelle bei. Zeitgleich besuchte Quaschner die erst kurz zuvor als Eliteschule des Fußballs ausgezeichnete Heinrich-Schütz-Realschule.
Zur Spielzeit 2009/10 der U-17-Bundesliga rückte Quaschner dann auch altersgemäß in die B-Jugend auf, womit die bis dahin erfolgreichste Zeit seiner Laufbahn begann. Im Saisonverlauf erzielte Quaschner insgesamt 13 Tore in 25 Einsätzen, womit er nicht nur maßgeblichen Anteil am schließlich erreichten vierten Platz der Abschlusstabelle, sondern auch den Deutschen Fußball-Bund auf sich aufmerksam gemacht hatte. So war er am 14. Oktober 2009 erstmals im Trikot der von Steffen Freund trainierten U-16-Nationalmannschaft aufgelaufen und hatte im Spiel gegen Belgien gleich sein erstes Tor erzielt. Bis zum Juni 2010 wurde er daraufhin in weiteren fünf Spielen der U-16-Auswahl aufgeboten, in denen ihm insgesamt vier weitere Tore gelangen.

### Jugendfußball bei Hansa Rostock
Zum Ende der Saison 2009/10 wurde Quaschner dann, obwohl eigentlich noch im ersten B-Jugend-Jahr, erstmals in die Rostocker A-Jugend berufen. Diese hatte in der Spielzeit 2009/10 der A-Junioren-Bundesliga unter Trainer Michael Hartmann die Meisterschaft ihrer Staffel gewonnen und sich somit zur Endrunde um die deutsche Meisterschaft der A-Junioren qualifiziert. Im Finalspiel, das am 27. Juni 2010 in Leverkusen ausgetragen wurde, konnte die Mannschaft schließlich mit einem 1:0-Sieg über Bayer 04 Leverkusen erstmals die deutsche Meisterschaft gewinnen, woran auch Quaschner mit seiner Einwechslung in der 82. Spielminute Anteil hatte.
Die Folgesaison sollte indes weniger erfolgreich verlaufen. Zwar gehörte Quaschner als B-Jugendlicher nun auch offiziell zum Kader der A-Jugend in der Spielzeit 2010/11; diese vermochte unter Trainer Roland Kroos allerdings nicht an den Erfolg des Vorjahres anzuknüpfen und belegte lediglich den fünften Platz ihrer Staffel. Dabei hatte Quaschner in seinen insgesamt neun Einsätzen zwar immerhin sechs Tore für die Rostocker Mannschaft erzielt, gegenüber seiner bis zu zwei Jahre älteren Konkurrenz im Rostocker Angriff hatte er sich aber keinen Stammplatz erarbeiten können. Daher war Quaschner teils auch weiterhin für die Rostocker B-Jugend aufgeboten worden, für die er während der Saison 2010/11 unter Trainer Jens Dowe fünf Tore in insgesamt sieben Einsätzen erzielte. Die Mannschaft stieg jedoch schließlich als Tabellenzwölfter in die U-17-Regionalliga ab, was das schlechteste Saisonergebnis der Rostocker B-Jugend seit Gründung der U-17-Bundesliga bedeutete. Mit der A-Jugend konnte Quaschner zum Saisonende aber wenigstens noch einen kleinen Erfolg verbuchen, als der Mannschaft der Einzug ins Finale des Junioren-Vereinspokals 2010/11 gelang. Dort unterlag Hansa allerdings dem SC Freiburg im Elfmeterschießen, in dem auch Quaschner für Rostock angetreten war und seinen Elfmeter verwandelt hatte.
Unterdessen war Quaschner in den deutschen Nationalteams in die U-17-Auswahl aufgerückt und hatte bereits bei seinem Debüt am 17. Oktober 2010 gegen Israel sein erstes Tor erzielen können. Im Frühjahr 2011 spielte er daraufhin auch für Deutschland in der geglückten Qualifikation zur U-17-Europameisterschaft, woraufhin er ins deutsche Aufgebot für die im Mai 2011 in Serbien ausgetragene Europameisterschafts-Endrunde berufen wurde. Dort wurde er im ersten Vorrundenspiel sowie im Halbfinale eingesetzt, wobei er in letzterem den 2:0-Endstand beim Sieg über Dänemark erzielte. Im Finale, das Deutschlands Auswahl gegen die der Niederlande verlor, kam Quaschner allerdings nicht mehr zum Einsatz. Durch diese Platzierung als Vize-Europameister hatte sich die Mannschaft jedoch für die nachfolgende U-17-Weltmeisterschaft qualifiziert, so dass Quaschner auch zum deutschen Aufgebot zählte, das im Juni 2011 an der in Mexiko ausgetragenen Weltmeisterschafts-Endrunde teilnahm. Dort erreichte die Mannschaft die Bronze-Medaille, Trainer Freund hatte jedoch wie schon während der Europameisterschaft zumeist den Leverkusener Spieler Samed Yesil als einzige Sturmspitze eingesetzt, so dass Quaschner lediglich im letzten Vorrundenspiel zum Einsatz gekommen war.
In der Spielzeit 2011/12 lief Quaschner noch zwanzigmal für Hansa in der U-19-Bundesliga auf und erzielte dabei insgesamt zehn Tore.

### Anfänge im Profifußball

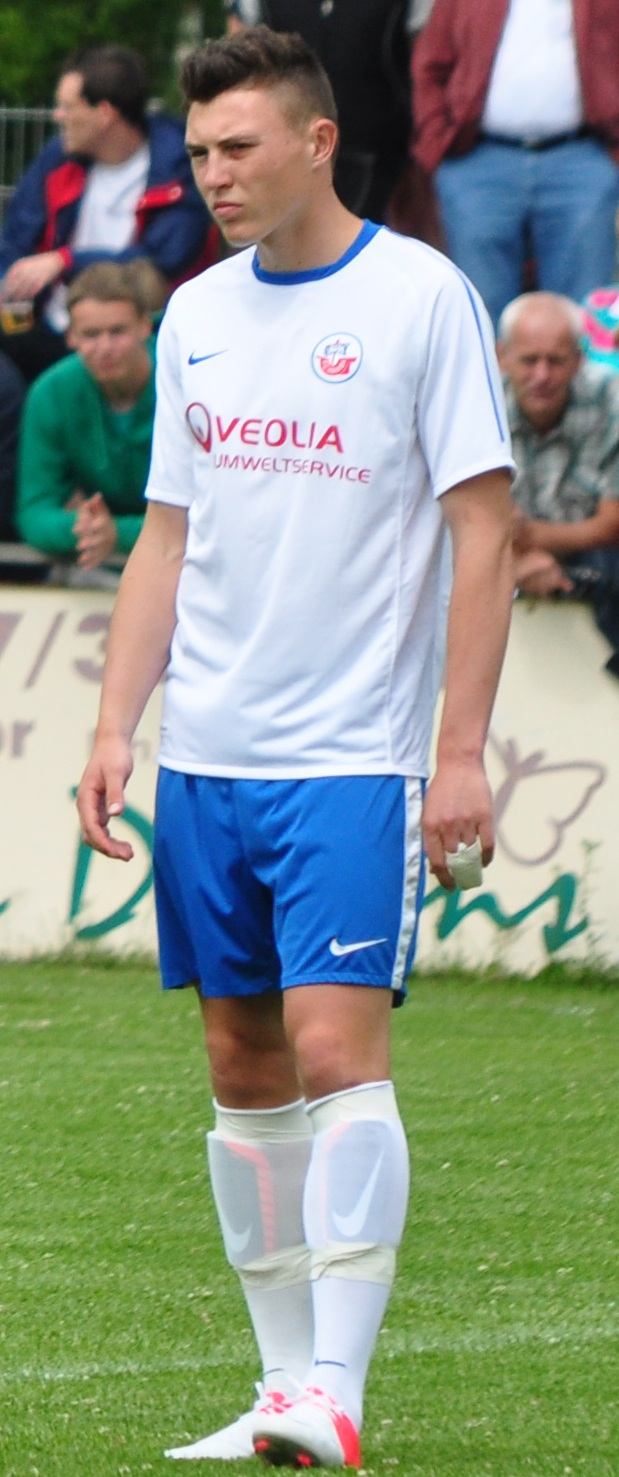
Quaschner im Testspiel mit Hansa Rostock, 23. Juni 2012 in Zehdenick

Obgleich Quaschner noch ein weiteres Jahr für die U-19 spielberechtigt war, berief Wolfgang Wolf ihn im Sommer 2012 in den Rostocker Profikader, der kurz zuvor aus der 2. Bundesliga in die 3. Liga abgestiegen war. In dieser absolvierte Quaschner am 4. August 2012 sein Debüt im Männerfußball und kam im Verlauf der Hinrunde 2012/13 zu weiteren zwölf Einsätzen. Ab dem zwölften Spieltag kam er dabei zumeist im Mittelfeld als Ersatz für den verletzten Edisson Jordanov zum Einsatz, so dass sein Tor am sechsten Spieltag gegen Darmstadt sein einziges während dieser Saison bleiben sollte. Für Rostocks Reservemannschaft hatte er zudem in seinem einzigen Einsatz während der Hinrunde ein Tor erzielt.
Zu Beginn der Rückrunde kam Quaschner im Rostocker Profiteam, dessen Traineramt mittlerweile an Marc Fascher übergegangen war, zu keinem weiteren Einsatz, da er aufeinanderfolgend an Kniebeschwerden und muskulären Problemen laborierte. Nach seiner Genesung wurde er im April 2013 lediglich zweifach in der Reservemannschaft aufgeboten und spielte im folgenden Mai noch in zwei Partien der U-19-Bundesliga für Hansas A-Jugend. Diese qualifizierte sich dabei als Zweitplatzierter der Staffel Nord/Nordost für die Endrunde um die deutsche Meisterschaft 2013, so dass Quaschner drei Jahre nach dem Titelgewinn ein zweites Mal in diesem Wettbewerb mitwirkte. Im Halbfinale erzielte er gegen Bayern München sowohl beim 2:0-Sieg in München als auch beim 1:1-Unentschieden in Rostock die Tore für seine Mannschaft, die folglich ins Finale einzog. Gegen die A-Jugend des VfL Wolfsburg ging dieses jedoch mit 1:3 nach Verlängerung verloren.

### Wechsel nach Österreich
Unterdessen war Quaschner auch von Bundesligisten wie dem Hamburger SV und Borussia Dortmund umworben worden, bekannte sich jedoch Anfang Juli 2013 zu seinem Vertrag mit Hansa Rostock. Nachfolgend wurde dennoch über einen möglichen Wechsel Quaschners zu RB Leipzig berichtet, der eng mit dem österreichischen Getränkehersteller Red Bull verbunden ist. Zu diesem Wechsel kam es in der Folge zwar nicht, doch wechselte Quaschner Mitte Juli 2013 doch noch den Verein, indem er sich zum österreichischen FC Liefering transferieren ließ, dem Farmteam Red Bull Salzburgs. Über Einsätze in der zweitklassigen Ersten Liga sollte er sich dort für weitere Karriereschritte empfehlen. Medienberichten entsprechend erhielt Hansa für diesen Transfer eine Ablösezahlung in Höhe von 300.000 Euro.
Im Januar 2015 sollte Quaschner zurück nach Deutschland wechseln und sich dem Zweitligaaufsteiger RB Leipzig anschließen. Am 27. Januar 2015 wurde bekannt, dass Quaschner aufgrund eines negativen FIFA-Bescheids keine Spielberechtigung für RB Leipzig bekommen werde. Grund dafür war, dass Quaschner bereits für zwei verschiedene Vereine Pflichtspiele in der laufenden Saison absolvierte und Einsätze für einen dritten Klub untersagt sind. Die FIFA wertete den FC Liefering nicht als Nachwuchsteam des FC Red Bull Salzburg, sondern als eigenständigen Verein. Quaschner hätte zwar für RB Leipzig registriert werden können, wäre aber bis zum Saisonende nicht spielberechtigt gewesen. Daher kehrte er nach Salzburg zurück. Am 6. Juni 2015 wurde auf einer Pressekonferenz bekanntgegeben, dass der Transfer im Sommer 2015 über die Bühne gehen wird.

### Rückkehr nach Deutschland
Zur Saison 2016/17 wurde er an den VfL Bochum verliehen. Ein Jahr später wurde sein Vertrag in Leipzig aufgelöst und Quaschner wechselte ablösefrei zum Zweitligisten Arminia Bielefeld. Durch viele Verletzungsrückschläge konnte Quaschner während der dreijährigen Vertragslaufzeit bei den Ostwestfalen lediglich vier Pflichtspiele absolvieren. Nach Ablauf des Vertrages am 30. Juni 2020 wurde dieser nicht verlängert. Quaschner fand keinen neuen Verein und beendete seine Karriere.

## Nach der Karriere
Während der Verletzungspause hat er ein Fernstudium in Sportmanagement an der IST-Hochschule für Management aufgenommen. Darüber hinaus absolviert er eine Ausbildung zum Golftrainer beim Golf Club Teutoburger Wald in Halle (Westf.).

## Erfolge
F.C. Hansa Rostock
- Deutscher A-Junioren-Meister: 2010

FC Red Bull Salzburg
- Österreichischer Meister: 2015
- Österreichischer Pokalsieger: 2015

RasenBallsport Leipzig
- Aufstieg in die 1. Bundesliga: 2016

DSC Arminia Bielefeld
- Aufstieg in die 1. Bundesliga: 2020